# 30164 Arnobdas
30164 Arnobdas este un asteroid din centura principală de asteroizi.

## Descriere
30164 Arnobdas este un asteroid din centura principală de asteroizi. A fost descoperit pe 5 aprilie 2000 la Socorro, New Mexico, în cadrul proiectului LINEAR. Asteroidul prezintă o orbită caracterizată de o semiaxă mare de 2,42 ua, o excentricitate de 0,07 și o înclinație de 0,7° în raport cu ecliptica.